# Francisco de Moura Corte-Real
Francisco de Moura Corte-Real e Melo (13 de desembre de 1621 – 26 de novembre de 1675), tercer marquès de Castel Rodrigo, fou un polític espanyol que va ser ambaixador a Viena entre 1649 i 1656, i va servir com a governador dels Països Baixos entre 1664 i 1668.
Era fill de Manuel de Moura Corte-Real, segon marquès de Castel Rodrigo, que també havia estat governador dels Països Baixos entre 1644 i 1647. Durant el seu govern, els Països Baixos espanyols varen ser invadits pels francesos en el context de la Guerra de Devolució.